# William Patterson (Politiker, 1789)
William Patterson (* 4. Juni 1789 in Londonderry, Rockingham County, New Hampshire; † 14. August 1838 in Warsaw, New York) war ein US-amerikanischer Politiker. In den Jahren 1837 und 1838 vertrat er den Bundesstaat New York im US-Repräsentantenhaus.

## Werdegang
William Patterson war der ältere Bruder des Kongressabgeordneten und Vizegouverneurs von New York, George Washington Patterson (1799–1879), und ein Onkel von Augustus Frank (1826–1895), der ebenfalls Kongressabgeordneter aus New York war. Er besuchte die öffentlichen Schulen seiner Heimat. Im Jahr 1815 zog er nach Rensselaerville im Staat New York und ein Jahr später weiter nach Lyons, wo er im Handwerk arbeitete. Seit 1822 lebte er auf einer Farm nahe Warsaw im Wyoming County. Dort war er in der Landwirtschaft tätig. Im Jahr 1837 zog er direkt in die Stadt Warsaw, wo er einige lokale Ämter bekleidete.
Politisch schloss sich Patterson der Whig Party an. Bei den Kongresswahlen des Jahres 1836 wurde er im 29. Wahlbezirk von New York in das US-Repräsentantenhaus in Washington, D.C. gewählt, wo er am 4. März 1837 die Nachfolge von George W. Lay antrat. Dieses Mandat konnte er bis zu seinem Tod am 14. August 1838 ausüben.